# Lintjärnen (Vännäs socken, Västerbotten, 710891-168950)
Lintjärnen är en sjö i Vännäs kommun i Västerbotten och ingår i Umeälvens huvudavrinningsområde.